# Indicatif régional 585

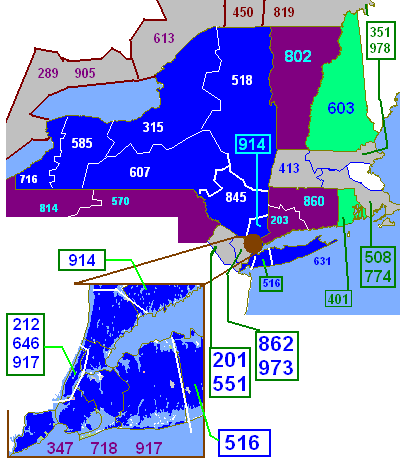
Carte de l'État de New York (en bleu) avec les territoires de ses indicatifs régionaux. Le territoire de l'indicatif régional 585 est à l'ouest de l'État.

L'indicatif régional 585 est l'un des multiples indicatifs téléphoniques régionaux de l'État de New York aux États-Unis.
Cet indicatif dessert la région de Rochester dans l'ouest de l'État.
La carte ci-contre indique le territoire couvert par l'indicatif 585 (voir l'ouest de l'État).
L'indicatif régional 585 fait partie du plan de numérotation nord-américain.

## Comtés desservis par l'indicatif
Monroe, Orleans, Ontario, Genesee, Wyoming

## Principales villes desservies par l'indicatif
- Rochester
- Medina
- Canandaigua
- Batavia
- Albion